# Voroțiv, Iavoriv
Voroțiv (în ucraineană Вороців) este localitatea de reședință a comunei Voroțiv din raionul Iavoriv, regiunea Liov, Ucraina.

## Demografie
Componența lingvistică a localității Voroțiv
     Ucraineană (99,76%)
     Alte limbi (0,16%)
Conform recensământului din 2001, majoritatea populației localității Voroțiv era vorbitoare de ucraineană (99,76%), existând în minoritate și vorbitori de alte limbi.